# 瑞典海岸警卫队
瑞典海岸警卫队（瑞典語：  Kustbevakningen) 是瑞典的一個政府機構，該機構主要負責保护該国的渔业资源和海上環境並监督执行該国設立的法規。該機構擁有執法的船舶和飛機。